# John Dikeman

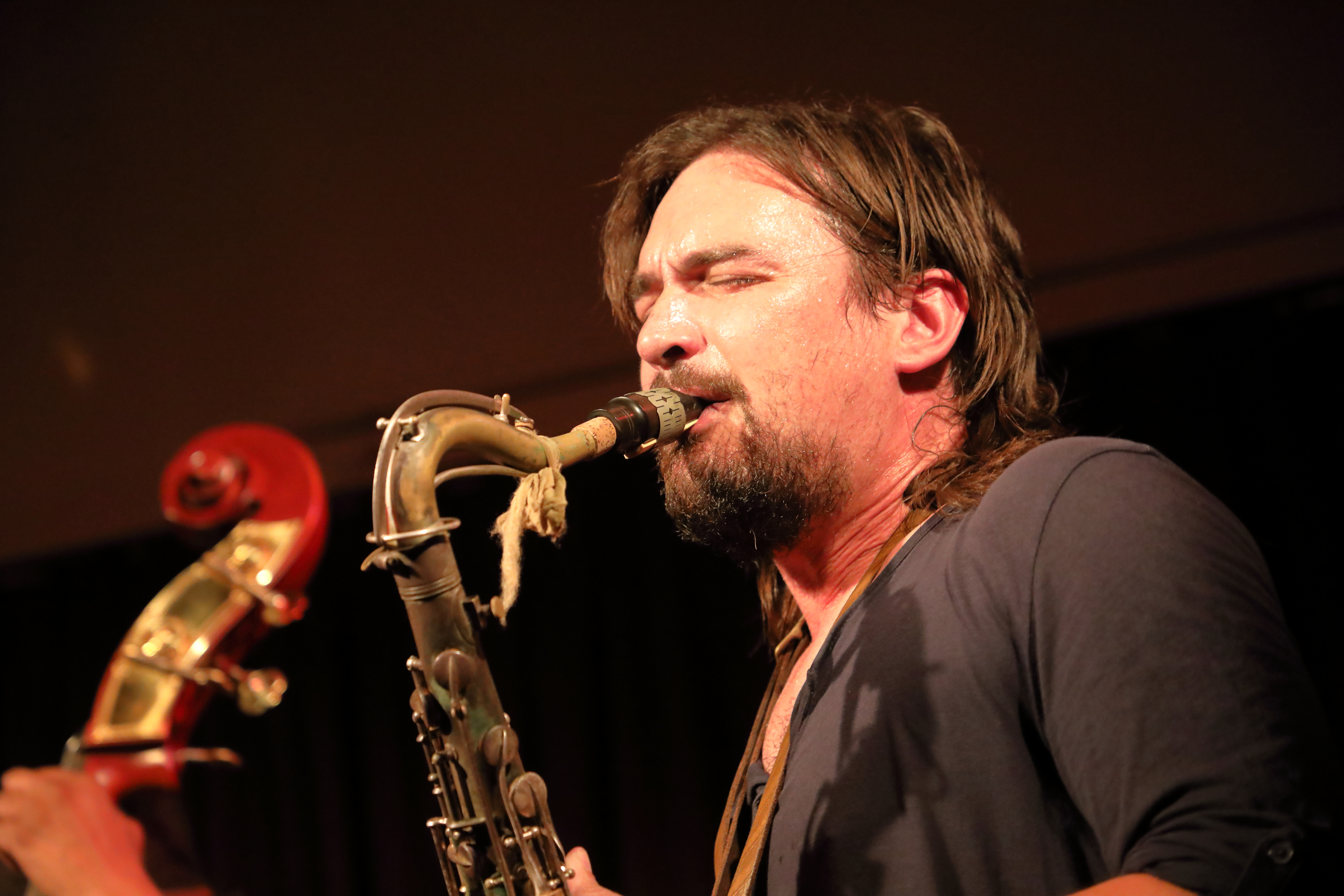
John Dikeman

John Dikeman (Nebraska, 1983) is een Amerikaanse muzikant in de jazz en geïmproviseerde muziek. Hij speelt tenorsaxofoon en is componist. Hij woont en werkt in Amsterdam.

## Biografie
Dikeman groeide op in Kemmerer. Vroege voorbeelden voor hem waren John Coltrane, Cecil Taylor, John Zorn en Albert Ayler. Op zijn zestiende trad hij voor het eerst op als professioneel muzikant. Zijn mentor werd de Mexicaanse gitarist Stefan Dill, waarmee hij in 2000 zijn eerste opnames maakte. Via Dill leerde hij saxofonist Jack Wright kennen, Wright werd Dikemans belangrijkste inspiratiebron. Dikeman speelde verder met Keefe Jackson en Jon Barrios. Vanaf 1999 studeerde Dikeman saxofoon en compositie aan Interlochen Arts Academy, en enige tijd aan Bennington College (bij Milford Grave). Tevens had hij privéles bij Joe Maneri. Hij woonde in New York, later in Philadelphia. In die tijd werkte hij onder anderen met Daniel Carter, Lukas Ligeti en Ty Cumbie (in The Color Now Band), verder met Nate Wooley, Mike Pride, Jack Wright, Toshi Makihara, Jon Barrios, Reuben Radding en Ava Mendoza.
Van 2004 tot 2007 woonde hij in Caïro, waar hij ook les gaf. Als solist trad hij op met het Cairo Symphony Orchestra, hij toerde in Noord-Afrika met Mohamed Mounir en speelde met eigen groepen in clubs in Caïro. In 2005/06 speelde hij op het Libanese festival Irtijal. In 2005 kwam hij met zijn debuutalbum A Combination of Events (aRCHIVE), hieraan werkten Zach Fuller, Mike Pride, Jack Wright en Nate Wooley mee.  
Eind 2007 verhuisde hij naar Amsterdam, waar hij ging werken in de improvisatie-scene. Hij heeft regelmatig gespeeld in onder meer het Bimhuis, Paard van Troje, Café Wilhelmina, Paradox, Lindenberg en OT301. Hij was verantwoordelijk voor het OT301 New Music and Dance Program en de serie Tabula Rasa in de Maarten Lutherkerk. In die tijd speelde hij met onder anderen Joe McPhee, Han Bennink, Andy Moor, Terrie Ex, Roy Campbell, Hilliard Greene, Mike Reed, Jeb Bishop, Ab Baars, Nate McBride, Fred Lonberg-Holm, Michael Vatcher, Wilbert de Joode, Jasper Stadhouders, Klaus Kugel, Raoul van der Weide, Eric Boeren, Meinrad Kneer en Stevko Busch. 
Begin 2011 nam hij in Chicago zijn album The Double Trio op met Jason Roebke, Joshua Abrams, Frank Rosaly, Mike Reed en Jeb Bishop. De plaat verscheen in 2014.

## Discografie (selectie)
- John Dikeman/Klaus Kugel/Raoul van ver Weide: Across the Sky (Not Two Records, 2011)
- Cactus Truck: Brand New for China! (Public eyesore, 2011), met Jasper Stadhouders, Onno Govaert
- Universal Indians: Skullduggery (Clean Feed Records, 2014), met Joe McPhee, Jon Rune Strom, Tollef Ostvang
- John Dikeman / Dirk Serries:  Cult Exposure (A New Wave of Jazz/Tonefloat, 2015)
- John Dikeman, Hamid Drake, William Parker: Cleaning the Mirror (Otoroku, 2015)
- John Dikeman, Luís Vicente, Hugo Antunes, Gabriel Ferrandini: Salão Brazil (NoBusiness Records, 2016)
- John Dikeman, Aleksandar Škorić: ...Again comes the rising of the Sun... (DOEK, 2018)